# Friedlanderia
Friedlanderia es un género de polillas perteneciente a la familia Crambidae.

## Especies
Este género contiene las siguientes especies:
- Friedlanderia cicatricella (Hübner, 1824)
- Friedlanderia phaeochorda (Turner, 1911)